# بني سعدان (نجرة)

تعديل مصدري - تعديل

بني سعدان هي إحدى قرى عزلة قدم بمديرية نجرة التابعة لمحافظة حجة، بلغ تعداد سكانها 406 نسمة حسب تعداد اليمن لعام 2004.